# Жіноча збірна Нігерії з футболу
Жіноча збірна Нігерії з футболу представляє Нігерію на міжнародних турнірах з футболу. Контролюється Футбольною федерацією Нігерії. 
Багаторазові володарки Кубку африканських націй, регулярні учасники Чемпіонату Світу,  брали участь на Олімпійських іграх. 
Багато років поспіль Нігерія вважається найсильнішою жіночою збірною Африки. Капітан команди Асісат Ошоала стала першою африканською футболісткою, яка на клубному рівні виграла європейську Лігу чемпіонів.

## Міжнародні турніри

### Чемпіонат світу
| Рік  | Результат      |
| ---- | -------------- |
| 1991 | Груповий раунд |
| 1995 | Груповий раунд |
| 1999 | 1/4 фіналу     |
| 2003 | Груповий раунд |
| 2007 | Груповий раунд |
| 2011 | Груповий раунд |
| 2015 | Груповий раунд |
| 2019 | 1/8 фіналу     |
| 2023 | 1/8 фіналу     |

### Кубок африканських націй
| Рік  | Результат            |
| ---- | -------------------- |
| 1998 | Переможець           |
| 2000 | Переможець           |
| 2002 | Переможець           |
| 2004 | Переможець           |
| 2006 | Переможець           |
| 2008 | 3-тє місце           |
| 2010 | Переможець           |
| 2012 | 4-те місце           |
| 2014 | Переможець           |
| 2016 | Переможець           |
| 2018 | Переможець           |
| 2020 | Турнір не проводився |
| 2022 | 4-те місце           |
| 2024 | Переможець           |

### Олімпійські ігри
| Рік  | Результат          |
| ---- | ------------------ |
| 1996 | Не кваліфікувалась |
| 2000 | Груповий раунд     |
| 2004 | Чвертьфінал        |
| 2008 | Груповий раунд     |
| 2012 | Не кваліфікувалась |
| 2016 | Не кваліфікувалась |
| 2020 | Не кваліфікувалась |
| 2024 | Груповий раунд     |